# Krieau
Die Krieau ist ein Teil des 2. Wiener Gemeindebezirks Leopoldstadt. Die Krieau ist außerdem  Teil des Praters und grenzt an das 2004 fertiggestellte neue Wiener Messegelände.

## Geschichte

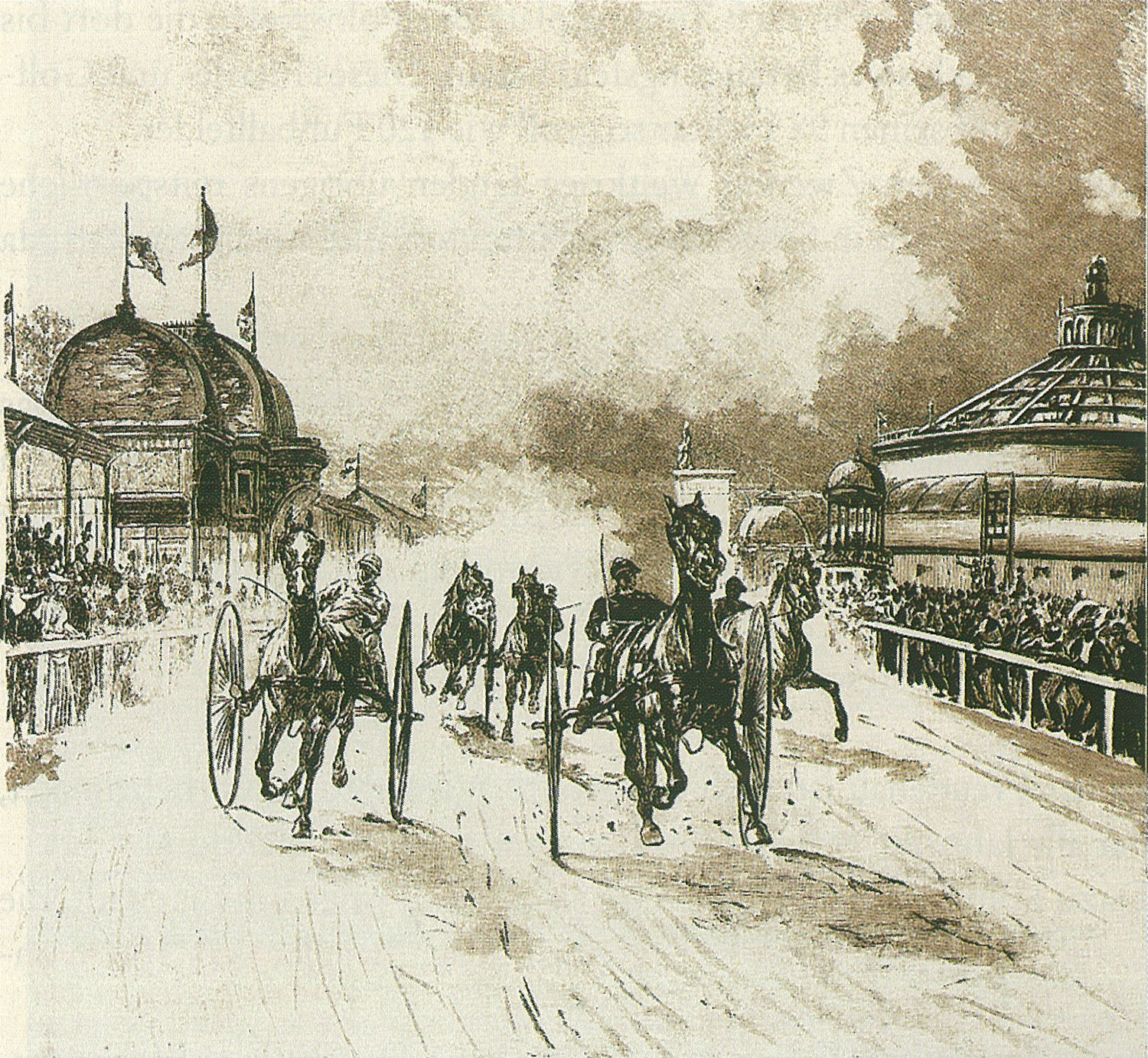
Trabrennplatz Krieau, 1888

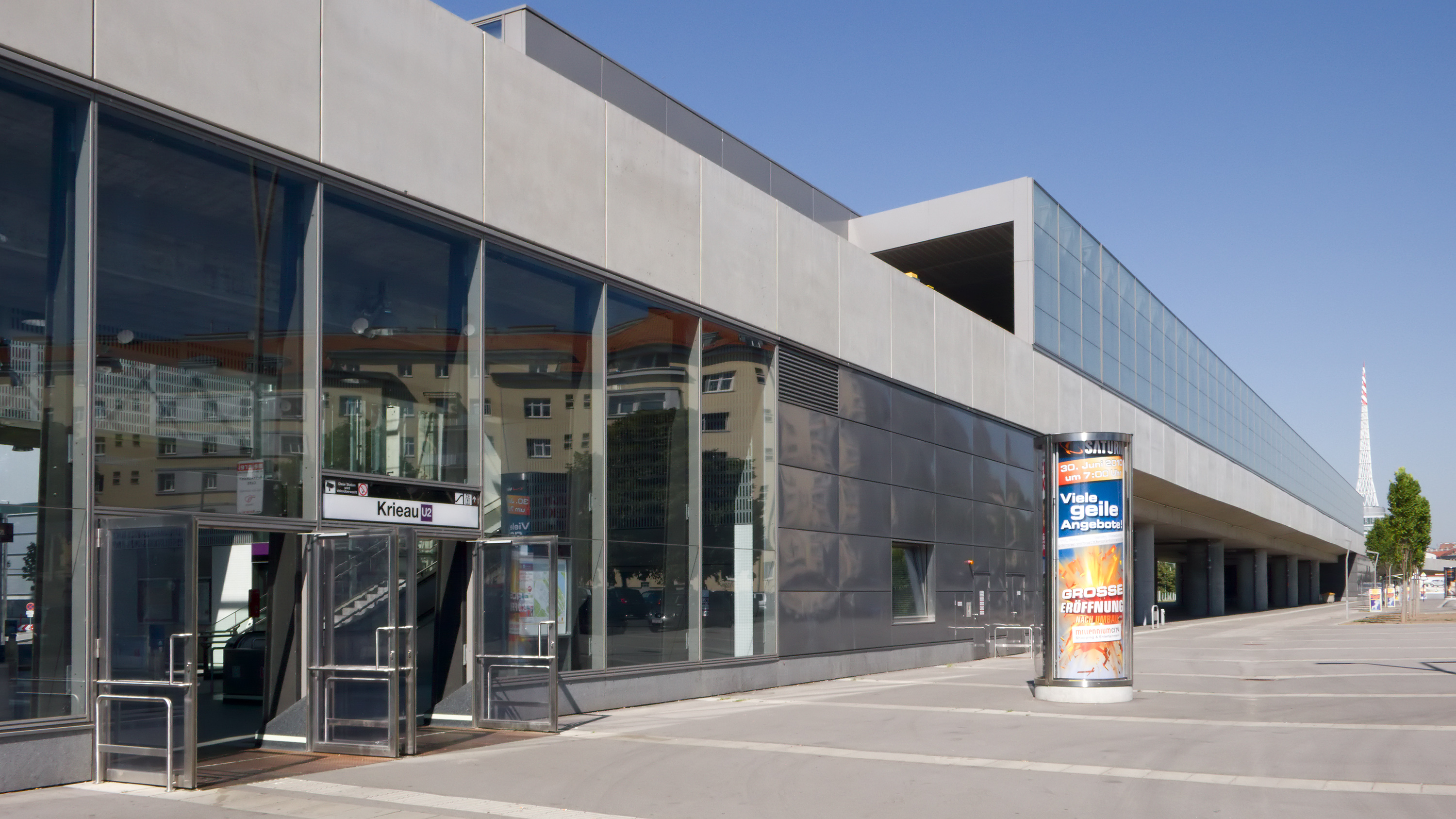
U-Bahn-Station Krieau

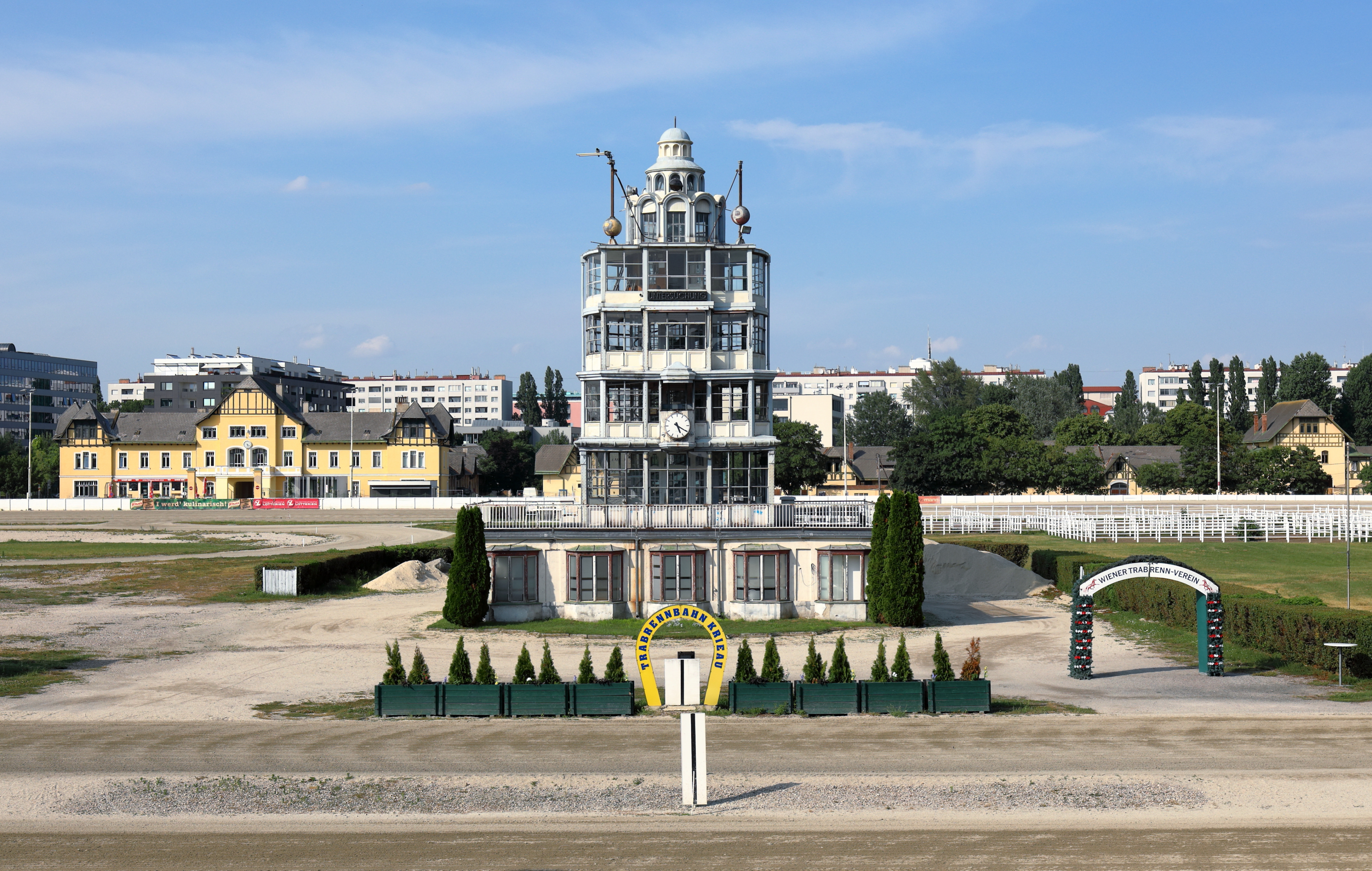
Trabrennpark Krieau mit dem markanten Zielrichterturm

Der Name leitet sich von Kriegsau ab: Um den Besitz des Areals gab es ab Mitte des 16. Jh. fast sieben Jahrzehnte lang Streit zwischen  dem Stift Klosterneuburg und der Stadt Wien, bis die Krieau 1618 Wien zugesprochen wurde.
Die Krieau war  eine immer wieder überschwemmte Au und bildete eine fast unbewohnte Insel der unregulierten Donau, auf der Treibjagden stattfanden. Auf einem Praterplan von 1825 wird die Grünaue (sic!) im Norden, Westen und Süden vom Heustadelwasser, einem Donauarm, eingefasst, im Osten vom  Hauptstrom. Das Heustadelwasser floss damals, von anderen Armen des Stromes nahe der heutigen Messe Wien abzweigend, über das Gelände der heutigen Trabrennbahn Krieau zur Hauptallee des Praters, nahm dann den heutigen Verlauf und mündete nahe der heutigen Stadlauer Ostbahnbrücke und dem Lusthaus in breitere Donauarme. Auf der Insel befanden sich ein Jägerhaus, ein Heustadel und Mühlen sowie Auwald und Wiesen.
1866 / 1867 wurden im Verlauf der Hauptallee zwei Brücken über das Heustadelwasser errichtet, um die schnurgerade Verbindung vom Praterstern zum Lusthaus zu komplettieren. Durch die 1875 fertiggestellte Wiener Donauregulierung wurde das Heustadelwasser  stehendes Gewässer, seine dem neuen Hauptstrom näher gelegenen Abschnitte wurden zugeschüttet und als Baugrund verwendet. Die Krieau war nun Teil der großen Leopoldstädter Donauinsel. Das rechte Ufer des neuen Donaustromes, der Handelskai, war für Fabriken, Lagerhäuser und Schifffahrtsländen vorgesehen.
In die Krieau reichte auch das Gelände der Weltausstellung 1873, deren bekanntestes Bauwerk die Rotunde war. Ein letzter Rest sind die Pavillons der Kunst, heute Bildhauerateliers des Bundes, zwei gegenüberliegende Gebäude an der Meiereistraße, wobei eines nach Kriegsschäden vereinfacht wiederaufgebaut wurde. 1878 wurde die Trabrennbahn Krieau eröffnet.
Auf einem Plan der Leopoldstadt um 1925 finden sich in der Krieau u. a. die Meierei Krieau (zu der man von der Hauptallee über die nach wie vor bestehende Meiereistraße zufuhr; etwa am Ort der U-Bahn-Station Stadion), der Sportplatz der Hakoah unweit seines heutigen Standortes, eine „Tageserholungsstätte des Vereines Freie Schule – Kinderfreunde“ etwa am Standort des heutigen Stadionbades (das damals ebenso wie das Stadion noch nicht gebaut war), ein großer „Spielplatz des Wiener Golf Club“ (auf dem Stadtplan von 2008 als „Campagnereiter-Gesellschaft“ beschriftet und von der A23 Südosttangente, einer Stadtautobahn auf Stelzen, durchschnitten) und ein „Sportplatz der Wiener Berufs Feuerwehr“ (heute Kleingartengebiet).
Statt des Stadionbads gab es um 1925 ein Waldstück namens „Rondeaumais“, statt des Stadions die „Bienenhüttenwiese“. Am Handelskai fanden sich im Bereich der Krieau eine Margarine-, eine Ventilatoren- und zwei Lederfabriken, die „Mälzerei der Hütteldorfer Bierbrauerei AG“ und die „Margarin Stearin Kerzen Fabrik Salvator der Wiener Fleischhauer Comp.“.
1928 wurde in der Krieau mit dem Bau des Praterstadions begonnen. Die einstige Au verlor ihren ursprünglichen Charakter immer mehr und wandelte sich großteils zu einer Grünlandschaft mit großen Sportstätten.

## Die Krieau heute
In den 1970er-Jahren verlor die Gegend mit dem Autobahnbau endgültig ihre früher etwas abgeschiedene Lage. In den Jahren 2003–2008 wurde die U-Bahn-Linie U2 aus dem Stadtzentrum bis zum Stadion verlängert; sie verläuft in der Krieau als Hochbahn und hat hier zwei Stationen, Krieau  und Stadion. Bei der Station Stadion entstand ein Einkaufszentrum.
In den Jahren 2007–2010 entstand in der Krieau mit dem Viertel Zwei ein neues Büro- und Wohnviertel mit einer Fläche von ca. 40.000 m². In den kommenden Jahren soll das Viertel Zwei erweitert werden, wobei großteils auf der Fläche der Trabrennbahn weitere Büroflächen, sowie Wohnflächen für 1.800 Menschen entstehen sollen. Das 36.700 m² große Areal entlang der Trabrennstraße wurde 2017/18 fertiggestellt.
Der Wiener Trabrennverein veranstaltet jährlich ca. 20 Renntage mit rund 200 Rennen, es werden dabei Rennpreisgelder in Höhe von über einer Million Euro ausgeschüttet.